# Kazuma Watanabe
Kazuma Watanabe (jap. 渡邉 千真, Watanabe Kazuma; * 10. August 1986 in Unzen, Präfektur Nagasaki) ist ein japanischer Fußballspieler.

## Karriere

### Verein
Das Fußballspielen erlernte Kazuma Watanabe in der Schulmannschaft der Kunimi High School sowie in der Universitätsmannschaft der Waseda-Universität in Shinjuku, einem Stadtteil der japanischen Hauptstadt Tokio. Seinen ersten Profivertrag unterschrieb er 2009 bei Yokohama F. Marinos. Der Verein aus Yokohama spielte in der ersten Liga des Landes, der J1 League. Für den Club absolvierte er bis 2011 87 Erstligaspiele und erzielte dabei 28 Tore. 2012 wechselte er zum Ligakonkurrenten FC Tokyo. Für den FC spielte er bis Ende 2014. Nach 86 Spielen wechselte er 2015 zum ebenfalls in der ersten Liga spielenden Vissel Kōbe. Der Club ist auf der Insel Honshū beheimatet. 118 Erstligaspiele absolvierte er für Vissel bis August 2018. Im August 2018 verpflichtete ihn der Erstligist Gamba Osaka. Bei dem Verein aus Osaka stand der bis 2020 unter Vertrag. Für Gamba absolvierte er 63 Erstligaspiele und schoss dabei elf Tore. Im Januar 2021 unterschrieb er einen Vertrag beim Ligakonkurrenten Yokohama FC in Yokohama. Am Ende der Saison 2021 belegte er mit dem Verein den letzten Tabellenplatz und musste somit in die zweite Liga absteigen. Am Ende der Saison 2022 feierte er mit Yokohama die Vizemeisterschaft der zweiten Liga und den Aufstieg in die erste Liga. Nach dem Aufstieg verließ er den Verein und schloss sich im Januar 2023 dem Drittligisten Matsumoto Yamaga FC an.

### Nationalmannschaft
Im Jahr 2010 debütierte Kazuma Watanabe für die japanische Fußballnationalmannschaft. Das Debüt gab er in einem Freundschaftsspiel am 6. Januar 2010 gegen den Jemen.

## Erfolge
Yokohama FC
- Japanischer Zweitligavizemeister: 2022  ▲

## Auszeichnungen
- J. League Best Young Player: 2009